# Yuri Chaika
Yuri Yákovlevich Chaika (en ruso: Юрий Яковлевич Чайка; nacido el 21 de mayo de 1951 en el krai de Jabárovsk en la RSFS de Rusia de la Unión Soviética) es el actual fiscal general de Rusia (2006-2020).

## Biografía
Nacido en el lejano oriente de la Rusia Soviética, Chaika comenzó su carrera como electricista en un astillero. Después de servir en el ejército, se graduó en el Instituto de Derecho de Sverdlovsk en 1976 y comenzó a trabajar en la Oficina del Fiscal del óblast de Irkutsk, donde se desempeñó como investigador y un fiscal adjunto del distrito. En 1983, se convirtió en jefe de las investigaciones en la Oficina del Fiscal de Transporte de Siberia Oriental.
En 1992 fue nombrado fiscal general del óblast de Irkutsk. En 1995 fue nombrado primer teniente fiscal general ruso por el entonces fiscal general Yuri Skurátov, su excompañero de clase en Sverdlovsk. Entre 1999 y 2006 se desempeñó como ministro de Justicia.
El 23 de junio de 2006, se convirtió en fiscal general ruso, cambiando los puestos de trabajo con su predecesor Vladímir Ustínov que asumió el cargo de ministro de Justicia.